# Doble Bragado de 1999
La 64ª edición de la Doble Bragado se disputó desde el 23 hasta el 28 de marzo de 1999, constó de 7 etapas de las cuales una fue contrarreloj individual con una distancia total acumulada de 804,2 kilómetros.
El ganador fue Walter Pérez y fue escoltado en el podio por Sebastián Quieroga quien se adjudicó el 2.º puesto y el tercer puesto fue para el entrerriano Gonzalo Salas.

## Equipos participantes
Participaron 118 ciclistas, de los cuales finalizaron 95.

## Etapas
| Etapa | Fecha       | Recorrido                    | km       | Ganador           | Líder             |
| 1ª    | 23 de marzo | General Rodríguez - Mercedes | 90       | Roberto Prezioso  | Roberto Prezioso  |
| 2ª    | 24 de marzo | Mercedes - Chivilcoy         | 140      | Walter Pérez      | Luis Lorenz       |
| 3ª    | 25 de marzo | Chivilcoy - 25 de Mayo       | 180      | Fernando Antogna  | Luis Lorenz       |
| 4ª    | 26 de marzo | 25 de Mayo - Bragado         | 135      | Carlos Payé       | Luis Lorenz       |
| 5ª    | 27 de marzo | Bragado                      | 10 (CRI) | Sebastián Quiroga | Sebastián Quiroga |
| 6ª    | 27 de marzo | Circuito en Bragado          | 99       | Luis Lorenz       | Walter Pérez      |
| 7ª    | 28 de marzo | Bragado - Luján              | 150      | Luis Lorenz       | Walter Pérez      |

## Clasificación final
| Posición | Ciclista          | Equipo | Tiempo |
| -------- | ----------------- | ------ | ------ |
|          | Walter Pérez      |        |        |
| 2        | Sebastián Quiroga |        |        |
| 3        | Gonzalo Salas     |        |        |